# Anoploderomorpha sepulchralis
Anoploderomorpha sepulchralis es una especie de escarabajo longicornio del género Anoploderomorpha, tribu Lepturini, subfamilia Lepturinae. Fue descrita científicamente por Fairmaire en 1889.
El período de vuelo de la especie se presenta durante los meses de marzo y abril.

## Descripción
Mide 10-14 milímetros de longitud.

## Distribución
Se distribuye por China y Laos.